# Succinofibla aperta
Succinofibla aperta là một loài côn trùng trong họ Inocelliidae thuộc bộ Raphidioptera. Loài này được U. Aspöck & H. Aspöck miêu tả năm 2004.